# Shockvertising
Le shockvertising désigne une stratégie de communication - comme instrument du marketing mix - qui, par le biais du choc, vise à augmenter l'attention du destinataire et la mémorisation du message dans le but d'obtenir de lui une réaction. Doit être considéré comme choquant ce qui est susceptible de provoquer un impact émotionnel.

## Enjeux du shockvertising
Le terme est né de la contraction des mots anglais shock et advertising (« publicité »). Le seul texte officiel mentionnant le shockvertising apparaît dans un texte de loi suisse sur la publicité où il est expliqué que « doit être considéré comme shockvertising toute publicité qui, indépendamment du média employé, utilise des thèmes sans aucune relation objective avec le produit ou la compagnie et capable d’entraîner des réactions violentes de la part des consommateurs dans le but d’améliorer la notoriété de la compagnie ».
Cette définition laisse une large marge d’interprétation sur les méthodes qui provoquent ces réactions violentes.L’image, le texte, le son, ou même le concept développé dans la publicité utilisant le shockvertising n’a pas de lien logique avec le produit ou l’entreprise vantés.
La stratégie employée est de se servir d’un concept émotionnel fort pour augmenter la mémorisation du produit par le consommateur.
Quatre procédés principaux se dégagent :
D’abord, l’utilisation du plaisir qui intègre la beauté et le sexe. On parle aujourd’hui de porno chic pour classifier cette méthode (le porno chic est de moins en moins utilisé à l'heure actuelle).
Ensuite, l’humour qui provoque le rire permet une mémorisation très importante. Il favorise par ailleurs le buzz marketing (plus connu sous le nom de bouche-à-oreille).
Puis, le trouble qui se matérialise par un message provoquant une stimulation négative, amenant ainsi le spectateur vers une situation de colère ou de tristesse. Cette technique, fortement employée, joue sur les thèmes de la violence, la drogue, la mort ou bien le racisme.
Enfin, la confusion, qui créé une incompréhension du spectateur en lui proposant un message en totale inadéquation avec le produit. Le public met alors en marche un processus inconscient de réflexion pour créer un lien entre ces deux idées, ce qui génère une très forte mémorisation.
Les techniques de shockvertising rencontrent parfois une opposition de la part des régulateurs et des consommateurs. 